# Họ Cá sóc
Họ Cá sóc (tên khoa học Adrianichthyidae) là một họ thuộc bộ Cá nhói (Beloniformes). Trong họ có chi Cá sóc (Oryzias) với 3 loài tồn tại ở Việt Nam: cá sóc (Oryzias latipes), cá sóc Hậu Giang (Oryzias haugiangensis) và cá sóc Mê Công (Oryzias mekongensis).

## Rắc rối về tên gọi họ Cá sóc
Trước đây, họ Cá sóc được dùng để chỉ họ Cyprinodontidae, thuộc bộ Cyprinodontiformes, do các tài liệu và sách chuyên ngành Việt Nam (chẳng hạn cuốn Động vật chí Việt Nam tập 20: Cá biển, Beloniformes, Cyprinodontiformes, Atheriformes, Salmonitiformes, Gadiformes, Lampridiformes, Zeiformes, Beryciformes, Mugiliformes, Pegasiformes, Lophiiformes, Syngnathiformes) theo hệ thống phân loại của G.Y. Lindberg (Nga), xếp chi Cá sóc (Oryzias) vào họ Cyprinodontidae. Do đó họ Cyprinodontidae được đặt tên là họ Cá sóc, còn bộ Cyprinodontiformes cũng được gọi là bộ Cá sóc. Tuy nhiên, theo hệ thống phân loại của Anh - Mỹ ở đây thì họ Cá sóc đúng phải là họ Adrianichthyidae do chi Oryzias xếp trong họ này.
Đôi khi chi Cá sóc (Oryzias) còn được xếp vào họ riêng Oryziatidae. Như vậy xảy ra trường hợp trùng tên tới 2-3 họ, gây rắc rối và nhầm lẫn. Do đó, trong tài liệu "Về hệ thống phân loại trong nghiên cứu cá nước ngọt ở Việt Nam", các tác giả Nguyễn Văn Hảo và Võ Văn Bình đã đề xuất gọi họ Adrianichthyidae là họ Cá sóc, còn bộ Cyprinodontiformes là bộ Cá bạc đầu. Đề xuất không nhắc gì đến họ Cyprinodontidae (vì theo định nghĩa lại thì họ này không có tại Việt Nam), nhưng theo một trang web khác dẫn nguồn từ cuốn Cá cảnh của Võ Văn Chi thì họ này sẽ được gọi là họ Cá chép răng, và bộ Cyprinodontiformes là bộ Cá chép răng.

## Các chi
Theo định nghĩa gần đây thì toàn bộ các loài trong họ này là đặc hữu khu vực Đông và Đông Nam Á, từ Ấn Độ tới Nhật Bản và quần đảo Mã Lai. Họ bao gồm 36 loài cá đã biết. Chúng là các loài cá nhỏ, với kích thước từ 1,6 cm (Oryzias uwai) tới 16 cm (Adrianichthys kruyti), sinh sống trong môi trường nước ngọt và nước lợ. Loài Oryzias latipes là một sinh vật mô hình phổ biến trong các nghiên cứu sinh học phát triển.
- Phân họ Adrianichthyinae
  - Adrianichthys: 4 loài.
- Phân họ Oryziinae
  - Oryzias: 32 loài.